# Karl Fritsch
Karl Fritsch (24 de febrero de 1864 - 17 de enero de 1934) fue un botánico y micólogo austríaco. Nace en Viena y se educa mayormente en la Universidad de Viena, obteniendo su PhD en 1886 y su habilitación en 1890. En 1900 se muda a la Universidad de Graz y será profesor de Botánica Sistemática, y constituirá un Instituto ad hoc. En 1910 oposita y gana la Dirección del Jardín botánico, y en 1916 su nuevo instituto adquiere su propio local. Continuará en Graz por el resto de su carrera, y fallece allí.
La atención en sus estudios se focalizaron especialmente en la flora de Austria. Tuvo particular interés en la familia de Gesneriaceae y en la taxonomía de las monocotiledóneas.

## Honores

### Eponimia
- 1994, el Instituto de Botánica pasó a llamarse Fritschiana en su honor

Especies
- (Asteraceae) Hieracium fritschianum Hayek y Zahn[1]

- (Rosaceae) Spiraea fritschiana C.K.Schneid.[2]

- (Saxifragaceae) Saxifraga × fritschiana L.Keller[3]